# James Edmeston
James Edmeston, né le 10 septembre 1791 à Wapping (Middlesex) et mort le 7 janvier 1867 à Londres était un architecte et arpenteur anglais, également reconnu pour son œuvre abondante en tant qu’auteur d’hymnes sacrés.

## Biographie
James naquit à Wapping, dans le Middlesex, en Angleterre. Son aïeul maternel, le révérend Samuel Brewer, fut ministre congrégationaliste à la Stepney Meeting House durant un demi-siècle. Toutefois, James se tourna vers l’Église d’Angleterre et embrassa bientôt la foi anglicane.

### Travaux d'architecture
Edmeston entama sa carrière d’architecte en 1816. Il réalisa plusieurs édifices à Londres, parmi lesquels des fontaines publiques, le mémorial Uzielli au cimetière de Highgate et l’église Saint-Paul, située sur Onslow Square. George Gilbert Scott, qui deviendra l’un des architectes majeurs de l’ère victorienne, fut son disciple et effectua son apprentissage dans son atelier en 1827. En 1864, Edmeston conçut Columbia Wharf, à Rotherhithe, lequel fut le premier silo à grains édifié dans un port britannique. 

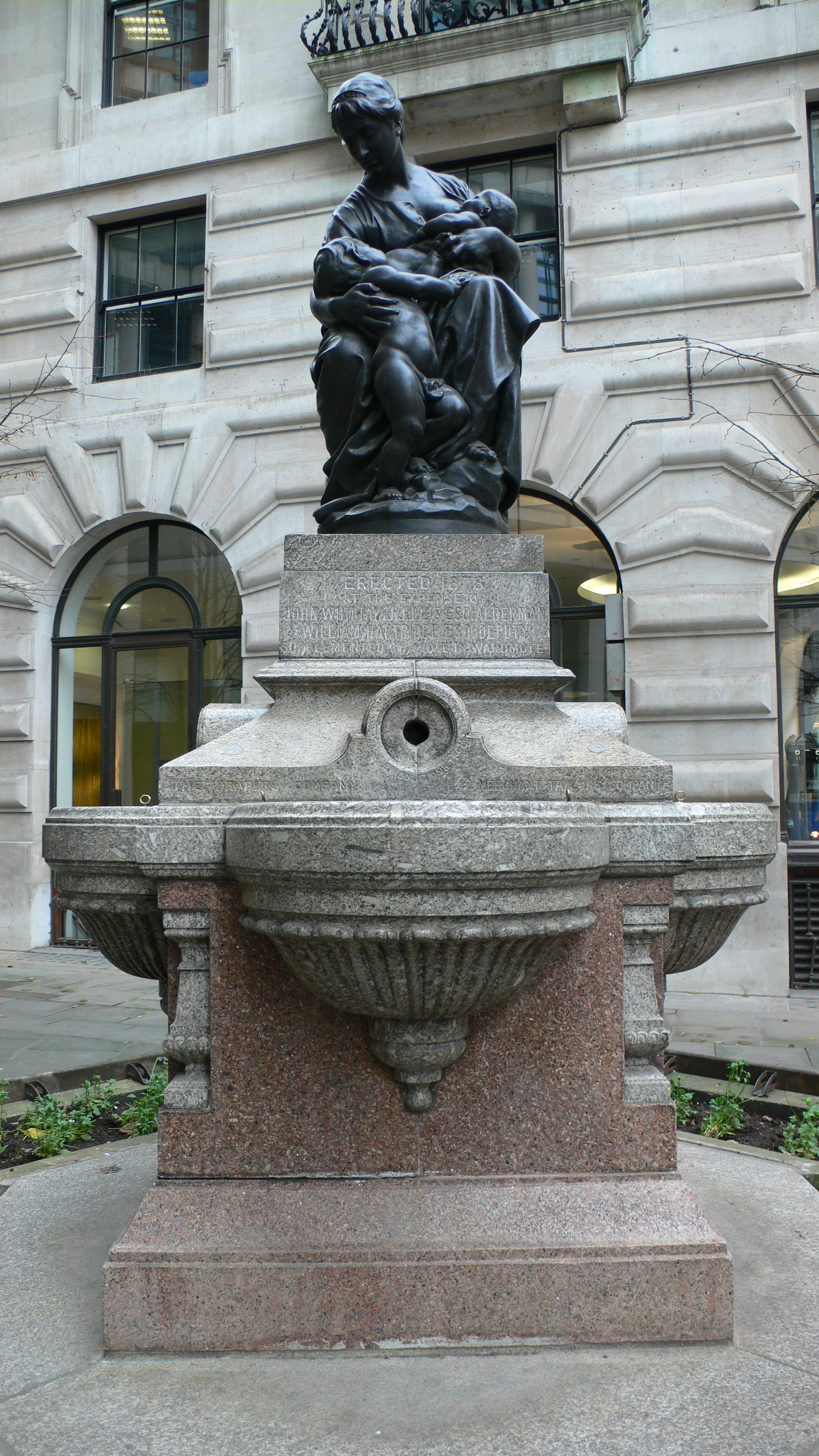
Sculpture « Charité » de Jules Dalou, incorporée dans une fontaine à eau de James Edmeston, derrière le Royal Exchange, Londres

### Œuvre littéraire
Edmeston débuta son œuvre littéraire par la poésie, en faisant paraître The Search, and other Poems en 1817.

### Carrière ecclésiastique et caritative
Il exerça la charge de marguillier en l’église Saint-Barnabas, à Homerton dans le Middlesex, et se montra un zélateur assidu de l’asile des orphelins de Londres, qu’il fréquentait régulièrement. La tradition rapporte qu’il composa près de deux mille hymnes, en produisant un chaque dimanche. Parmi ceux-ci, le plus renommé demeure « Conduis-nous, Père céleste, conduis-nous / Sur la mer tumultueuse du monde », hymne nuptial qui connut une grande faveur. Cette pièce fut adaptée sur divers airs, notamment Mannheim, œuvre du compositeur allemand Friedrich Filitz. 
Il est décédé à Homerton en 1867.